# Kisláng
Kisláng es un pueblo húngaro perteneciente al distrito de Enying, condado de Fejér.

## Superficie
Cuenta con una superficie de 53,06 km².

## Demografía
Hasta 2024 la población era de 2409 habitantes, con una densidad de población de 45,40 hab/km².
| Gráfica de evolución demográfica de Kisláng entre 2020 y 2024 |
|                                                               |
| Datos según la Oficina Central de Estadística de Hungría.     |